# Stracult
Stracult è stato un programma televisivo italiano di cinema ideato da Marco Giusti in onda su Rai 2 in seconda serata dal 2000 al 2020.

## Il programma
Il titolo stracult è un riferimento ai migliori cosiddetti cult movie, in quanto la trasmissione rivisita la storia del cinema popolare (ma non solo) fin dalle origini. Essa ripropone molte delle migliori sequenze, dettagliando i film dei registi italiani, a partire dagli anni quaranta e cinquanta. Gli spezzoni tratti dalle pellicole e le interviste sono lo spunto per ricostruire anche storie, fatti e rapporti tra attori, registi e produttori dietro la macchina da presa. Molte opere sono riviste con i commenti dei protagonisti, loro aneddoti personali, ricordi e curiosità relative all'insieme del cast e i generi cinematografici di appartenenza.
La trasmissione si ispira originariamente al libro di Marco Giusti Stracult. Dizionario dei film italiani, dapprima pubblicato da Sperling & Kupfer nel 1999 e riedito da Frassinelli in edizione aggiornata nel 2004.

### Rubriche
Tra le rubriche fisse vanno segnalate: Stracult International presentata da G-Max, nella quale il rapper mostra i film più assurdi e divertenti trovati in giro per il mondo, commentandoli a modo suo. Questa volta parliamo di... che si occupa di introdurre il tema principale di ciascuna puntata, Il Professore dove un personaggio fornisce la sua biografia e la sua esperienza in quanto ritenuto convenzionalmente un esperto sull'argomento principale di ogni appuntamento, Questa è la vita..., simile alla precedente ma incentrata più sulla carriera in generale di un protagonista del cinema o della cultura popolare. Altre parti di Stracult sono: Come ho salvato il set..., in cui un noto artista rievoca la sua partecipazione a un film, Questi fantasmi, simile alla precedente, nella quale viene mostrata la breve apparizione in una pellicola o in un estratto televisivo di una celebrità agli inizi. Se Prossimamente su questi schermi... è incentrata su un film ancora in fase di lavorazione, Le ragazze di piazza di Spagna mostra l'intervista ad un'attrice all'esordio, mentre Vietato ai minori rievoca un film del passato, che suscitò scandalo e vari interventi censori all'epoca della sua prima visione. In più di dieci edizioni, Francesco Scimemi cura la rubrica delle “Memorabilia”, mostrando cimeli, riviste, locandine e manifesti originali agli ospiti in studio.
A partire da edizioni più recenti, è stata aggiunta la rubrica Stratube, nella quale vengono mostrati vari trailer di film rari o quasi dimenticati del passato.

## Edizioni e conduttori

### Extra
G-Max è l'unico ad essere sempre presente in tutte le edizioni di Stracult dal 2000 al 2020, nel corso degli anni, con varie sigle di apertura e chiusura della trasmissione, sketch, rubriche e interviste in studio e in esterno. 
La stagione 2001 aveva come peculiarità, che dopo ogni puntata andava in onda un film (denominato appunto Film Stracult), di solito inerente all'argomento principale trattato in ciascun appuntamento: la trasmissione della pellicola di turno veniva anticipata nei titoli di coda, premettendo che avrebbe seguito il TG2 della notte.
L'edizione 2002  include la mini-fiction MaxGhunter interpretata da G-Max e Eva Henger diretta dai Manetti Bros. dove il nostro protagonista veste i panni di un sedicente e maldestro produttore cinematografico in cerca di fama e soldi.
L'edizione 2003 ha come "cornice" una parodia di un film poliziottesco (Inseguimento), incentrato su Max Ventura e Tony "Handsome" Cuccurullo (rispettivamente interpretati da G-Max ed Enrico Silvestrin), ovvero due rapinatori di banca che fuggono in auto con una ragazza come ostaggio, braccati dalla coppia di poliziotti Montecarlo & St. Tropez (Lillo & Greg), i cui dialoghi introducono i principali servizi di ogni puntata. Questa stagione include pure la mini-fiction sull'immaginario supereroe Argoss - Il fantastico Superman sempre con Lillo & Greg, Eva Henger, Giorgio Bracardi (nel ruolo del Doctor Mad), ed Enzo Salvi. Sempre Salvi è Billy er macellaio, versione romana del personaggio interpretato da Daniel Day-Lewis in Gangs of New York, alle prese con i "tagli" offerti al suo cliente professor Sanguinacci (alias Tatti Sanguineti). Infine Max Giusti è protagonista dei siparietti comici di Nico Di Puglia, un truffaldino produttore pugliese desideroso di rilanciare la Commedia sexy all'italiana.
L'edizione 2004 vede come presentatori G-Max e Max Giusti nei panni dei piloti dell'aereo della "Stracult Airline"  idea, che poi verrà ripresa anni dopo per la serie TV Piloti sempre di Rai2. In ogni episodio G-Max esegue dei rap in tema con la puntata : 01 Barone Rosso (Film d'azione) 02 Canzone dar core (dedica agli artisti del cinema Romano) 03 Magici anni 80 (Commedie anni 80) 04 Pallonari (Commedie sportive) 05 Pirata che sa volà (Sandokan) 06 Tacci tua Comissà (Film Tomas Milian). 
Nell'edizione 2005 G-Max, scrive, canta e produce, insieme ad Enrico "Gambino" Solazzo, la nuova sigla del programma "QUANDO STRACULT VA IN ONDA". Nel ritornello è presente anche la voce di Marco Giusti. Sempre In questa edizione G-Max, alla fine di ogni puntata, esegue la sigla finale in tema con quest' ultima, omaggiando registi, attori e titoli di film che hanno fatto la storia del cinema italiano. 01 A Papà (Film Napoletani) 02 Alla Magliana (film di Genere Poliziottesco) 03 Che paura (Film Horror) 04 Fantocci (Omaggio a Fantozzi) 05 Gran Maiala (Film Toscani) 06 I Pacchi tuoi (Cinepanettoni) 07 Latin Lover (Film con Latin Lover) 08 Lo Straniero (Spaghetti Western) 09 Lolite (Film con Lolite del Cinema Italiano) 10 Ma che te frega (Film Romani) 11 Tinto (Omaggio a Tinto Brass) 12 Violenza! (Film con Diego Abatantuono).
Nell'edizione 2008 G-Max continua ad omaggiare registi, attori e film che hanno fatto la storia del cinema Stracult, eseguendo alla fine di ogni puntata, la sigla finale in tema con quest' ultima. 01 Zero Zero Sette (Film parodie Italiane sugli 007) 02 Donne e niente più (Film sui personaggi femminili più iconici) 03 Kung-FU (Film parodie Italiane sul Kung Fu) 04 Musicarelli (Film Italiani in musica) 05 Risi (Omaggio al regista Dino Risi).
Paolo Ruffini, anche autore del programma per tre edizioni dal 2005 al 2008 è stato uno dei conduttori più longevi nella storia della trasmissione. Tra gli altri personaggi che si sono avvicendati alla guida della trasmissione, o vi hanno soltanto collaborato, ci sono stati Piotta (protagonista della mini-fiction Il maresciallo Spacca diretta dai Manetti Bros.), Giorgio Bracardi, Enzo Salvi, Max Tortora, Chiara Francini, Chiara Sani, Maria Mazza, Nicola Vicidomini, Stefano Sarcinelli, David Pratelli, Nicola Di Gioia, Massimo Ceccherini, Alessandro Paci e Carlo Monni. Dall'autunno 2008 all'estate 2009 il programma si trasforma per due edizioni in Stracult Show; la prima serie è condotta da Fabio Caressa e Elena Di Cioccio, nella seconda Caressa è sostituito da Giampaolo Morelli. Per le edizioni del 2010 e del 2011 presentatore di Stracult è G-Max.
Nel 2012 torna a condurre Paolo Ruffini, affiancato stavolta dallo stesso Marco Giusti, mentre nel 2013 al posto di Ruffini arriva Lillo. I momenti musicali sono affidati ai Franzistors, gruppo immaginario creato ai tempi di Cocktail d'amore, con Greg come leader. Nel 2014 arrivano alla conduzione Nino Frassica e Andrea Delogu, che da sola presenterà nell'autunno dello stesso anno Troppo Giusti, altro programma di Marco Giusti. Rispetto alle edizioni precedenti subentrano i Premi Stracult, presentati da Nino Frassica con la giuria composta da Francesco Scali, Luigi Leoni e Clemente Russo. Gli spazi musicali sono affidati agli Statale 66, con vari omaggi alle colonne sonore d'epoca. Nell'edizione del 2016 la conduzione passa a Fabrizio Biggio, affiancato in studio per quattro puntate da Ilenia Pastorelli e per due puntate da Daniela Virgilio. Anche la struttura dei talk porta alcuni cambiamenti, perché le puntate non vengono suddivise in due parti differenti con ospiti diversi, ma viene sviluppato un solo talk che vede attori, registi, attrici e produttori interagire tra di loro. Ogni puntata viene introdotta e conclusa dagli sketch della Famiglia Cafone, interpretati da Nino Frassica, Maccio Capatonda ed Herbert Ballerina. Inoltre ritornano in trasmissione i The Pills, nelle vesti di tre autori che danno consigli alle conduttrici e intervengono durante le discussioni con gli ospiti.
Da settembre 2016 va in onda la versione invernale della trasmissione, intitolata #Stracult ed in tale occasione la formula si rinnova: al consueto contenitore di argomenti legati al cinema di genere del passato, si aggiunge pure l'approfondimento di alcune delle moderne uscite settimanali, con ospiti in studio i loro protagonisti intervistati dai conduttori. Si fondono così insieme i temi tradizionali con quelli di Troppo Giusti, programma andato in onda autonomamente sulla stessa rete per due edizioni, anch'esso condotto dalla Delogu e Giusti con la partecipazione di G-Max come inviato in alcuni servizi esterni. In #Stracult il rapper romano si occupa di "scovare" alcuni caratteristi del passato, generalmente ritiratisi dalle scene, dei quali viene così ripercorsa la carriera. 
L'edizione estiva del 2017 si compone di uno speciale in due puntate su Carosello e dalle consuete puntate in studio, con Fabrizio Biggio alla conduzione e G-Max continua la sua ricerca degli attori più Stracult del cinema italiano e li intervista e omaggia a modo suo con servizi esterni.
Da segnalare la puntata speciale intitolata La Tv di Gianni Boncompagni dedicata al celebre regista e autore, andata in onda in seguito alla sua scomparsa come omaggio da parte della redazione del programma.
La stagione invernale 2017-18 conferma contenutisticamente quella precedente, con ospiti i protagonisti delle varie pellicole in uscita settimanale, affiancati dalle immancabili presenze di figure di culto del cinema passato. G-Max, dalla sua postazione dietro una scrivania, cura lo spazio riservato alle telefonate dei telespettatori, alcuni dei quali interagiscono con le personalità in studio. Figurano pure collegamenti esterni con i The Pills, colti all'uscita di una sala cinematografica alle prese con la loro recensione del (o di uno dei) film principale/i della settimana appena visto, nonché con un giovane esponente della critica, di solito occasionalmente inviato ad un evento o rassegna cinematografica.

## Gli sketch
Una caratteristica delle edizioni 2010 e 2011 della trasmissione sono gli sketch ambientati in una sala di un cinema dove accanto al presentatore fisso G-Max, siedono fra gli altri, ospiti come Massimo Ceccherini, Max Gazzè, Rocco Siffredi, Riccardo Schicchi, Giuliano Palma, Sabrina Impacciatore, Roy Paci, Selen, Paola Turci, Nino Frassica, Francesco Bianconi, Lillo e Greg, Nicola Vicidomini, Rocco Papaleo, Arisa, Marco Giallini, Raiz, Simone Cristicchi, Gianni Fantoni, Francesco Scimemi, Andrea Perroni, Paola Maugeri, Manuela Moreno, Roberto Giacobbo, Raffaella Modugno, Rosanna Sferrazza, Kiara Tomaselli, Giorgia Vecchini, Astrid Meloni, Elena Radonicich, Nicola Di Gioia, Francesco Puma, Ivan Zingariello.

## La sigla
La prima sigla è cronologicamente Il Mambo del Giubileo di Piotta con il testo riadattato che cita personaggi e film dei generi cinematografici del cinema popolare italiano. Segue poi Quando Stracult Va In Onda eseguita da G-Max; dal 2010 ancora G-Max si occupa del brano d'apertura del programma cioè Semo quelli de Stracult che diventerà la sigla iconica del programma. Rimane sempre costante la parte visiva della sigla che mostra immagini e scene di film di genere, "ritoccate" dall'animatore Gianluigi Toccafondo. In essa inoltre si riconoscono attori del cinema italiano di genere come Salvatore Baccaro (dal film La bestia in calore), Alvaro Vitali (Pierino medico della Saub, sempre con Baccaro), Mario Carotenuto, Mario Merola (Carcerato), Mario Brega (da Per un pugno di dollari), Renzo Montagnani, Maurizio Merli (Il cinico, l'infame, il violento), Tomas Milian e Bombolo (Delitto al Blue Gay), Lino Banfi (da La dottoressa ci sta col colonnello), Edwige Fenech, Michela Miti (Pierino contro tutti), Steve Reeves e le sorelle Bandiera.

## Repliche
Il programma è stato replicato su Rai Sat Extra, successivamente da Rai Movie, quindi Rai 2, inizialmente nell'estate del 2010 (dal lunedì al venerdì nel tardo pomeriggio) come Stracult Pillole, ovvero una breve antologia di alcuni momenti salienti, tratti dalle varie edizioni della trasmissione. Le stagioni estive del 2012 e 2013 sono state replicate sempre da Rai 2 nel 2014, mentre la seconda (2001) a partire dal maggio 2015, con messa in onda inizialmente collocata soltanto nella notte tra il venerdì e il sabato, poi dopo alcune puntate estesa ad analogo orario tra sabato e domenica.